# Mohamed-Ali Cho
Mohamed-Ali Cho (nascut el 19 de gener de 2004) és un futbolista professional francès que juga com a davanter a l'OGC Nice. Nascut a França i criat a Anglaterra, Cho va representar anteriorment Anglaterra com a internacional juvenil abans de canviar la seva lleialtat a França.

## Biografia
Cho va néixer a França de pare ivorià i mare francesa d'origen marroquí i es va traslladar a Anglaterra amb una setmana d'edat, on la seva família treballava a Londres. Va passar la seva infantesa traslladant-se diverses vegades entre Anglaterra i França. Cho va tornar breument a França als 6 anys per jugar al planter de l'US Chantilly i després al planter del Paris Saint-Germain FC, abans de tornar a Anglaterra als 11 anys.

## Carrera de club

### Angers
Producte juvenil del Paris Saint-Germain (PSG) i l'Everton, Cho va signar el seu primer contracte professional amb l'Angers el 2 de maig de 2020. En fer-ho, es va convertir en el segon jugador més jove a signar un contracte professional a França (darrere d'Eduardo Camavinga). L'Angers tenia previst utilitzar-lo inicialment als equips de reserva, però ràpidament va passar a formar part del primer equip. Va fer el seu debut professional amb l'Angers en una derrota per 2-0 a la Lliga 1 davant Bordeus el 30 d'agost de 2020. Va ser un dels 10 jugadors més joves que va jugar a les primeres lligues europees durant la temporada. Va començar el seu primer partit amb l'Angers a la copa l'11 de febrer de 2021, en una victòria per 2-1 contra el Rennes. Va començar la seva primera lliga el 17 d'abril de 2021 contra el Rennes.

### Reial Societat
El 15 de juny de 2022, es va anunciar que Cho havia signat un contracte de cinc anys amb la Reial Societat de la Lliga. Segons els informes, la quota de transferència pagada a Angers era d'entre 12 i 15 milions d'euros. El 21 de desembre, va marcar el seu primer gol al club en la victòria per 5-0 fora sobre el CD Coria a la segona ronda de la Copa del Rei. El 4 de juny de 2023, va marcar el seu primer gol a la Lliga en la victòria per 2-1 contra el Sevilla FC.

### OGC Nice
El 8 de gener de 2024, Cho va tornar a França, signant un contracte de quatre anys i mig amb el club de la Ligue 1 OGC Nice, per una quota de transferència de 12 milions d'euros.

## Carrera internacional
Nascut a França, criat a Anglaterra i d'origen ivorià i marroquí, Cho és elegible per a les quatre seleccions nacionals. Va ser un internacional juvenil per a Anglaterra amb dos partits per als sub-16 d'Anglaterra. També ha jugat amb Anglaterra sub15. A principis del 2021, Cho va dir que no havia decidit a qui representar internacionalment, afirmant: "Soc molt conscient de les opcions que tinc i les veurem més endavant". Va passar a representar els sub-21 de França l'abril de 2021.